# Mangelia fieldeni
Mangelia fieldeni é uma espécie de gastrópode do gênero Mangelia, pertencente a família Mangeliidae.